# Jonatan Álvez
Jonatan Álvez, vollständiger Name Jonatan Daniel Álvez Sagar, (* 30. Mai 1986 in Vichadero) ist ein uruguayischer Fußballspieler.

## Karriere

### Erste Stationen
Álvez wuchs ohne seinen leiblichen Vater bei seiner Mutter Yulamai Álvez sowie seinem Großvater Julio Álvez auf. Er hat eine Schwester namens Estéfani Álvez. Álvez spielte baby fútbol in der diesbezüglichen Fußball-Schule des Barrio Sur, in dem er in seiner Kindheit lebte. Sein dortiger erster Trainer war Edgar González. Sodann schloss er sich dem von Elbio Lesa trainierten Militärklub Club Ceibal in seiner Heimatstadt an. Bei den Senioren des Club Atlético Ceibal war sein Trainer sodann Henry Valdez. Der nach Angaben seines Vereins 1,86 Meter große, „Diamante Negro“ genannte Offensivakteur Álvez wird teilweise als Spieler mit brasilianischer Staatsangehörigkeit beschrieben, ist aber sowohl nach Vereinsangaben als auch nach Informationen auf der Internetseite seiner Geburtsstadt in der norduruguayischen Stadt Vichadero geboren und spielte bereits unter Trainer Picanzo für die Departamento-Auswahl von Rivera. Auch gibt er selbst als sein Traumziel eine Berufung in die uruguayische Nationalmannschaft an. Für die Departamento-Auswahl wurde er nominiert, nachdem er nach Montevideo zu Nacional gewechselt war. Bei den Bolsos spielte er in der Reserve (Formativas), wo eine Freundschaft mit Santiago García entstand. In der Folge schloss er sich River Plate Montevideo an, mit deren U-23 er unter Trainer Juan Carlos Carrasco Meister wurde. Seine nächste Karriere-Station war Boston River. Anschließend folgte eine Phase der Vereinslosigkeit, bevor er sich ein Jahr als Amateurspieler Platense anschloss. Sodann wechselte er zum Club Atlético Torque. Dort war Saúl Rivero sein Trainer und man stieg in die Segunda División auf. In der Spielzeit 2012/13 schoss er im Verlaufe der Apertura und Clausura 13 Tore, belegte mit Torque den fünften Tabellenplatz und traf weitere viermal in den Play-off-Spielen um den Aufstieg. In dieser Aufstiegsrelegation unterlag sein Verein erst im Finale gegen Miramar Misiones. Álvez wechselte im Juli 2013 für ein Jahr auf Leihbasis in die höchste uruguayische Spielklasse zu Danubio. Für die Montevideaner absolvierte er in der Spielzeit 2013/14 28 Spiele in der Primera División, erzielte 15 Treffer und trug so maßgeblich zum Gewinn der Apertura 2013 und des Meistertitels 2013/14 bei. In der Torjägerliste der Saison belegte er den dritten Platz.

### Wechsel ins Ausland
Im August 2014 wechselte er nach Portugal zu Vitória Guimarães. Bei den Portugiesen wurde er in der Spielzeit 2014/15, die sein Verein als Tabellenfünfter mit der Europa-League-Qualifikation abschloss, 18-mal in der Primeira Liga eingesetzt und schoss dabei fünf Tore. Am 25. Juli 2015 wurde sein Wechsel zur von Luis Zubeldía trainierten Mannschaft von LDU Quito nach Ecuador offiziell vollzogen. Dort bestritt er fünf Partien (kein Tor) in der Copa Sudamericana 2015 und schoss bei 18 Erstligaeinsätzen zehn Tore. Anfang Januar 2016 schloss er sich dem Barcelona SC an, für den er 19-mal bei 38 absolvierten Erstligaspielen traf und mit dem er 2016 den ecuadorianischen Meistertitel gewann. Zudem wurde er einmal (kein Tor) in der Copa Sudamericana 2016 eingesetzt. Mitte Dezember 2016 wurde vermeldet, dass Álvez ab Januar 2017 für den Club Necaxa aus Mexiko spielen werde. Der Wechsel zerschlug sich jedoch offenbar, denn auch im Jahr 2017 absolvierte er bislang (Stand: 10. August 2017) 22 Ligapartien (13 Tore) und sieben Begegnungen (drei Tore) der Copa Libertadores 2017 für Barcelona.

## Erfolge
- Uruguayischer Meister: 2013/14
- Gewinn des Torneo Apertura: 2013
- Ecuadorianischer Meister: 2016